# Enemion occidentale
Enemion occidentale là một loài thực vật có hoa trong họ Mao lương. Loài này được (Hook. & Arn.) J.R.Drumm. & Hutch. mô tả khoa học đầu tiên năm 1920.